# Carolina Martínez Sanz
Carolina Martínez Sanz (Madrid, s. XIX) va ser una pintora espanyola.
Natural de la vila de Madrid, va ser deixebla del pintor Antonio Pérez Rubio. Va participar en l'Exposició Nacional de Belles Arts de 1866, on va obtenir una menció honorífica de tercera classe en la temàtica d'història per l'obra Concert en l'època de Felip III. Més endavant, va participar també al saló obert organitzat pel diari El Porvenir el 1882, on presentà el quadre Dulce coloquio.